# Konstantinos Kavafis
Konstantinos Petrou Kavafis  (în  greacă Κωνσταντίνος Πέτρου Καβάφης, pronunțat Cavafis, Cavafy sau Kavaphes, Alexandria (Egipt), 29 aprilie 1863 - 29 aprilie 1933) a fost un poet grec, una dintre figurile literare cele mai importante din secolul XX și unul dintre cei mai mari exponenți ai renașterii limbii grecești moderne.

## Biografie
Data nașterii lui Kavafis este incertă, figurând pe 17 și pe 29 aprilie 1863. Este al nouălea copil al lui Petros I. Kavafis și al Harikleei (născută Fotiadi). Tatăl poetului moare la numai 56 de ani, în Alexandria. Harikleia părăsește Egiptul împreună cu copiii, stabilindu-se în Anglia. Trăiesc cu toții în orașele Londra și Liverpool. Părăsesc Anglia în 1878, iar Harikleia și trei dintre copiii săi fac scurte popasuri în Franța, la Paris și Marsilia. În 1879 se întorc în Egipt și trăiesc în Alexandria până în 1882, când are loc intervenția intervenția militară deschisă a Marii Britanii, declanșată de politica independentă a noului guvern condus de Ahmed Arabi. În această perioadă publică și primul său text în proză. Grecii părăsesc în masă Egiptul, iar Harikleia și copiii săi merg la Constantinopol, acolo unde trăia Ghiorgakis Fotiadis, tatăl Harikleei. Șederea în metropola bosforană (până în 1885) se va dovedi benefică și hotărâtoare în configurarea universului spiritual și sentimental al tânărului Konstantinos Petrou Kavafis. În 1885, Kavafis se întoarce la Alexandria, iar în 1886 primește legitimația de ziarist, fiind corespondent la Bursă al cotidianului local "Tilegrafos". Ca ziarist va publica numeroase articole și comentarii politice și culturale. Primul său poem este publicat la Atena, pe foi volante, în 1891. Un an mai târziu, publică patru poeme în presa ateniană, toate aceste fiind renegate ulterior. De altfel, renegarea propriei creații constituie una din laturile dramatice ale conștiinței poetice kavafice. În 1993 scrie "Muntele", una dintre prozele sale poetice, iar în 1994 scrie poemul "Mereu în același oraș", poem pe care îl va cizela timp de 16 ani, până când acesta va deveni capodopera "Orașul". Până la sfârșitul vieții scrie mai multe poeme pe care le publică pe foi volante. Moare pe 29 aprilie 1933. Paradoxal este că, la acea dată, Kavafis era cunoscut ca poet mai mult în Occident decât în spațiul elen.

## Publicații
A scris o lirică a nostalgiei, sugerată de amintirea trecutului istoric, meditația filozofică și pasiunea erotică.
Se remarcă: valorificarea spiritului istoric, tendința descriptivă și picturală, obiectivitatea la modul parnasian, folosirea simbolului și a sugestiei, transparența imaginilor, limbajul de arhaică noblețe și sobrietate. Postum, în 1935, i-a apărut volumul Ποιήματα (Poiémata, Poeme).

### Traduceri în limba română
- Kavafis - Opera poetică, Editura Omonia, 1992. Cu un cuvânt înainte de Dimitris Daskalopulos. Traduceri, prezentări și note de Elena Lazăr.